# Heptadecano
El heptadecano es un hidrocarburo encontrado en las ceras de algunas plantas, por ejemplo la rosa, y en la madera de la planta Manilkara bidentata. También es constituyente de la secreción de la glándula de Dufour de la hormiga Harpagoxenus sublaevis.